# (630) Euphemia
(630) Euphemia ist ein Asteroid des Hauptgürtels, der am 7. März 1907 vom deutschen Astronomen August Kopff in Heidelberg entdeckt wurde. 
Der Asteroid wurde nach der Heiligen Euphemia benannt.